# Tipula (Pterelachisus) austriaca
Tipula (Pterelachisus) austriaca is een tweevleugelige uit de familie langpootmuggen (Tipulidae). De soort komt voor in het Palearctisch gebied.